# Rachel Hilson
Rachel Naomi Hilson (* 30. Oktober 1995 in Baltimore, Maryland) ist eine US-amerikanische Schauspielerin, die vor allem durch ihre Rolle der Mia in der Hulu-Serie Love, Victor bekannt geworden ist.

## Leben
Hilson wurde in Baltimore geboren und wuchs dort auf. Im Alter von zehn Jahren entdeckte sie ihr Talent für die Schauspielerei. Nach ihrem Abschluss an der Baltimore Schule of the Arts verließ sie ihre Heimatstadt um in New York Politik und Theater zu studieren. Ihren ersten Fernsehauftritt hatte sie 2010 in der US-Serie Good Wife in der Rolle der Nisa Dalmar, die sie bis 2014 verkörperte. Weitere Auftritte wie unter anderem 2017 im Film Kings folgten. In der Erfolgsserie This Is Us – Das ist Leben spielte sie von 2019 bis 2020 die Rolle der Beth Clarke.
Ihre bisher bekannteste Hauptrolle spielte Hilson in der Hulu-Serie Love, Victor. Von Juni 2020 bis Juni 2022 verkörperte sie dort die Mia Brooks. Die Spin-off-Serie zum Film Love, Simon wurde unter anderem von Schauspieler Nick Robinson produziert und handelt von Victor, der sich mit seiner sexuellen Orientierung auseinandersetzen muss und anfangs mit Mia eine Beziehung eingeht, jedoch im Laufe der Zeit merkt, dass sein Herz für Mitschüler Benji schlägt.

## Filmografie (Auswahl)
- 2010–2014: Good Wife (The Good Wife, Fernsehserie, 7 Episoden)
- 2012: Royal Pains (Fernsehserie, Episode 4x14)
- 2013: Cass
- 2015: Elementary (Fernsehserie, Episode 3x10)
- 2015: The Affair (Fernsehserie, Episode 2x08)
- 2016: Madam Secretary (Fernsehserie, Episode 2x17)
- 2017: Night (Kurzfilm)
- 2017: The Americans (Fernsehserie, Episode 5x13)
- 2017: Kings
- 2018: Rise (Fernsehserie, 10 Episoden)
- 2019: As They Slept (Kurzfilm)
- 2019: First Wives Club (Fernsehserie, Episode 1x04)
- 2019–2022: This Is Us – Das ist Leben (This Is Us, Fernsehserie, 13 Episoden)
- 2020: High Maintenance (Fernsehserie, Episode 4x04)
- 2020–2022: Love, Victor (Fernsehserie, 28 Episoden)
- 2021: American Horror Story (Fernsehserie, 4 Episoden)
- 2022: Winning Time: The Rise of the Lakers Dynasty (Fernsehserie, 3 Episoden)
- 2022: In the Vault (Fernsehserie, 8 Episoden)
- 2023: Royal Blue (Red, White & Royal Blue)